# 민연홍
민연홍은 대한민국의 드라마 연출가이다. 강엔터테인먼트, 메가몬스터 소속해있다.

## 드라마
- 2013년 SBS 저녁 일일연속극 《못난이 주의보》 ... 공동연출
- 2014년 SBS 플러스 웹드라마 《여자만화 구두》 ... 공동연출
- 2017년 ~ 2018년 SBS 아침 일일드라마 《해피시스터즈》 ... 공동연출
- 2018년 OCN 월화 미니시리즈 《애간장》 ... 연출
- 2018년 SBS 토요 미니시리즈 《미스 마 - 복수의 여신》 ... 공동연출
- 2020년 채널 A 금토드라마 《터치》 ... 연출
- 2020년 OCN 주말 미니시리즈 《미씽: 그들이 있었다》 ... 연출
- 2022년 JTBC 수목 미니시리즈 《인사이더》 ... 연출
- 2022년 tvN 드라마 《미씽 Ⅱ》 ... 공동연출